# Italijanska riviera
Italijanska riviera ali Ligurska riviera (italijansko: Riviera ligure) označuje področje ligurske obale vzhodno in zahodno od Genove. Riviera se razteza ob Genovskem zalivu od meje z Francijo pa do Toskane. Področje zahodno od Genove se imenuje „Riviera di Ponente”, vzhodno področje pa se imenuje „Riviera di Levante”. Skupaj s francosko riviero Azurna obala sestavljati veliko severno-sredozemsko riviero.
Posebnost riviere je blaga klima in mnoga manjša ribiška mesta, ki so mednarodno znana. Na Rivieri di Ponente so to Bordighera, Alassio, Diano Marina, San Remo in Ventimiglia, na Rivieri di Levante pa so najznamenitejša letovišča  Portofino, Santa Margherita Ligure, Sestri Levante, Lerici in Cinque Terre.
Del Riviere di Ponente okoli Savone se imenuje  „Riviera delle Palme”, del San Rema pa nosi ime  „Riviera dei Fiori”  zaradi znanega pridelovanja cvetja na tem področju.